# Bündnis Oberhausener Bürger
Das Bündnis Oberhausener Bürger (BOB, Eigenschreibweise „B|O|B“) ist eine Wählergruppe in der Stadt Oberhausen. 

## Geschichte
Die Gründung wurde Anfang Dezember 2013 angekündigt und erfolgte am 5. Januar 2014. Nach eigenem Verständnis ist es „ein demokratischer Zusammenschluss von Bürgerinnen und Bürgern aus der Mitte der Gesellschaft.“ Die Gründungsmitglieder hatten sich zuvor in verschiedenen Bürgerinitiativen oder als Einzelakteure lokalpolitisch engagiert. Teilweise hatten sie sich bereits in dem Verein „Wir sind Oberhausen e.V.“ zusammengeschlossen, der jedoch neben dem Bündnis weiterexistiert. Einzelne Mitglieder von BOB waren früher bei anderen Parteien, namentlich den Grünen und den Piraten, aktiv gewesen. BOB kandidierte bei der Kommunalwahl am 25. Mai 2014. Im Wahlkampf positionierte sich BOB in erster Linie als Opposition zur SPD, die seit Jahrzehnten die Oberhausener Kommunalpolitik dominiert und der BOB vorwarf, eine „Spezialdemokratische Filzpartei“ zu sein.
Bei der Kommunalwahl 2014 erhielt BOB 6056 Stimmen, was einem Anteil von 8,58 % entsprach. Im Stadtrat war BOB dadurch mit 5 von 60 Sitzen vertreten. Auch in die drei Oberhausener Bezirksvertretungen konnte BOB mit 1 von 19 (Alt-Oberhausen), 1 von 17 (Sterkrade) bzw. 2 von 15 Vertretern (Osterfeld) einziehen.
Nach internen Auseinandersetzungen wurden Ende Februar 2015 zwei Mitglieder aus der BOB-Ratsfraktion ausgeschlossen. Diese konstituierten sich am 2. März als Gruppe ohne Fraktionsrechte unter dem Namen „Bürgerliste Oberhausen“. Dieser Gruppe schloss sich auch der bisherige Vertreter von BOB in der Bezirksvertretung Alt-Oberhausen an.
Vorsitzender der BOB-Ratsfraktion war bis Dezember 2015 Karl-Heinz Mellis, ab Januar 2016 Werner Nowak und seit Januar 2017 Peter Bruckhoff.
Am 28. Februar 2017 trat Nowak aus der Fraktion im Rat aus; Bruckhoff und Mellis bildeten daraufhin eine Gruppe, die als „BOB im Rat“ auftritt. 
Bei der Kommunalwahl am 13. September 2020 kam BOB mit 1913 Stimmen nur noch auf einen Stimmanteil von 2,92 %; die damit erzielten zwei Sitze im Stadtrat entsprechen allerdings der nach den Abspaltungen verbliebenen Gruppenstärke. Peter Bruckhoff und Ulrich Lütte arbeiten seitdem als Ratsmitglieder. Alle Ausschüsse wurden mit Mitgliedern von BOB besetzt. Zudem gibt es noch jeweils ein BOB-Mitglied in den Bezirksvertretungen von Alt-Oberhausen und Osterfeld.